# 천융캉 (1951년)
천융캉(중국어 정체자: 陳永康, 병음: Chén Yôngkāng, 1951년 3월 ~ )은 타이완의 정치인이다. 2024년 비례대표 입법위원으로 당선되었다.

## 같이 보기
- 중화민국 행정원